# Yacuiba

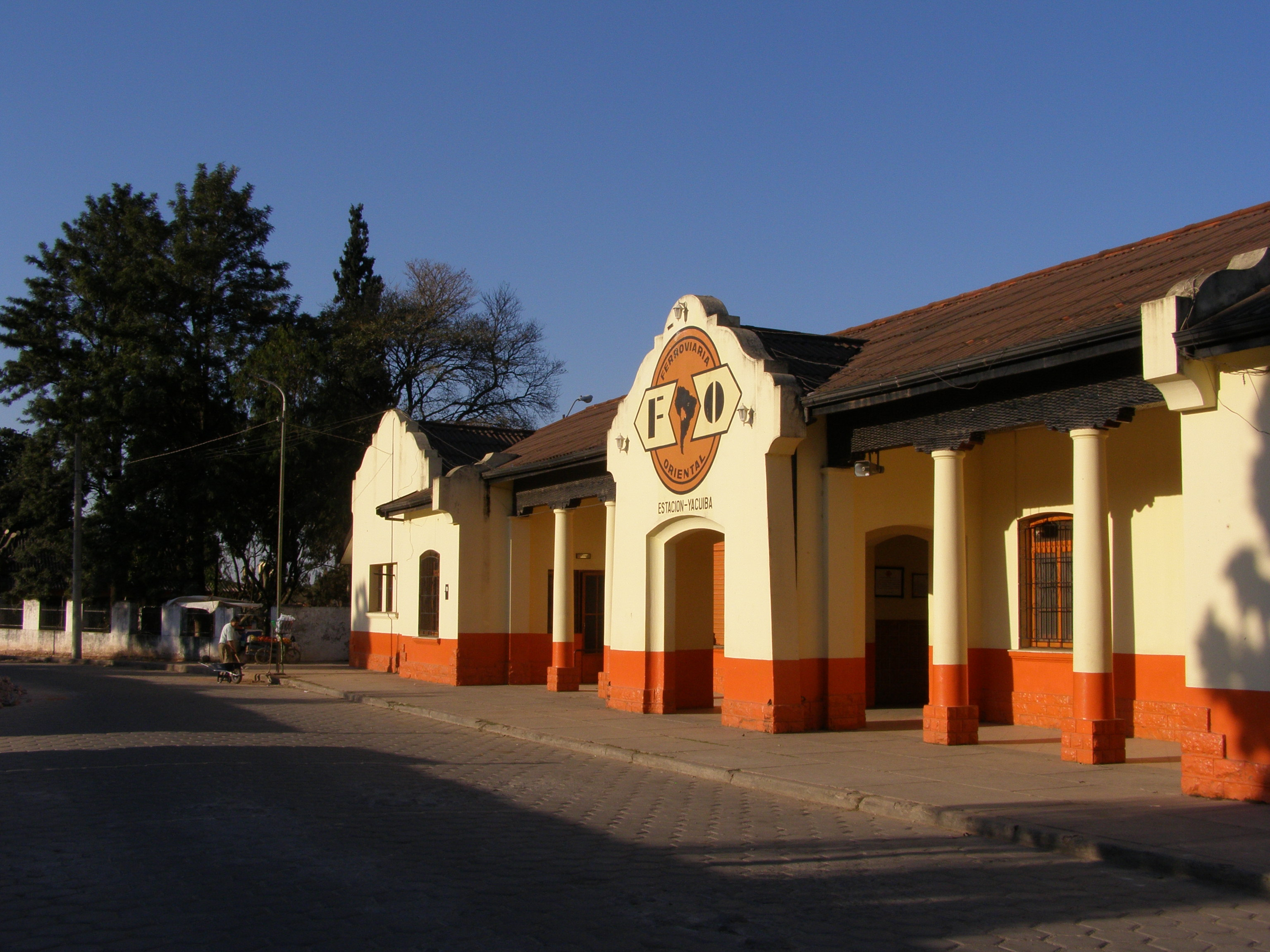
Yacuiba

Yacuiba är huvudstaden i den bolivianska provinsen Gran Chaco i departementet Tarija.